# Alte Elbe bei Bösewig
Koordinaten: 51° 45′ 35″ N, 12° 47′ 16″ O
Die Alte Elbe bei Bösewig ist ein Naturschutzgebiet in den Städten Jessen (Elster) und Bad Schmiedeberg im Landkreis Wittenberg in Sachsen-Anhalt.
Das Naturschutzgebiet mit dem Kennzeichen NSG 0102 ist 358,75 Hektar groß. Es ist Bestandteil des FFH-Gebietes „Elbaue zwischen Griebo und Prettin“ sowie des EU-Vogelschutzgebietes „Mündungsgebiet der Schwarzen Elster“. Das Naturschutzgebiet ist größtenteils von den Landschaftsschutzgebieten „Elbetal – zwischen Elster und Sachau“ und „Elbetal – zwischen Wittenberg und Bösewig“ umgeben. Das Gebiet steht seit 1981 unter Schutz (Datum der Verordnung: 25. März 1981). Es war zunächst rund 79 Hektar groß. Zuständige untere Naturschutzbehörde ist der Landkreis Wittenberg.
Das Naturschutzgebiet liegt südöstlich der Lutherstadt Wittenberg im Biosphärenreservat Flusslandschaft Elbe. Es stellt ein am linken Ufer der Elbe liegendes Grünlandgebiet sowie einen ehemaligen Mäanderbogen der Elbe, die „Alte Elbe“, unter Schutz. Der Altarm der Elbe ist über einen Graben mit der Stromelbe verbunden. Durch eine Staueinrichtung wird das Abfließen des Wassers bei Niedrigwasser der Elbe verhindert.
Der etwa 1,5 Kilometer lange Altarm zeigt starke Verlandungstendenzen. Im mittleren Teil bei Bösewig sind offene Wasserflächen vorhanden, die bei langanhaltender Trockenheit jedoch trockenfallen und stark verschlammt sind. Die Ufer des Altarms säumen schmale Röhrichtstreifen aus Rohrglanzgras und Schlanksegge. Hier siedeln Schwanenblume, Sumpfschwertlilie und Wassersumpfkresse. In flachen Gewässerabschnitten sind Wasserschwadenröhrichte und Kalmusbestände zu finden. Die Grünlandbereiche werden intensiv bewirtschaftet. Sie sind recht artenarm.
Das Naturschutzgebiet ist Lebensraum u. a. von Knäkente, Löffelente, Tafelente, Reiherente und Kiebitz, die alle hier auch brüten. Auch Höckerschwan und Graugans halten sich hier zahlreich auf. Die flachen Schlammflächen sind Nahrungshabitat einer arten- und individuenreichen Limikolenfauna. Das Naturschutzgebiet ist auch Nahrungshabitat für Weiß- und Schwarzstorch sowie Graureiher. Während des Vogelzuges bekommt ihm eine besondere Bedeutung als Rastgebiet für zahlreiche Entenvögel, Gänse, Schwäne und Möwen sowie Goldregenpfeifer und Kiebitze zu. Auch Kraniche nutzen das Gebiet als Rast- und Sammelgebiet. Teilweise sind Kraniche hier auch das ganz Sommerhalbjahr über zu beobachten.
Die Alte Elbe ist auch Lebensraum und Laichgebiet für verschiedene Amphibienarten, darunter Rotbauchunke, Erdkröte, Wechselkröte, Grasfrosch, Teichfrosch, Laubfrosch und Teichmolch. Weiterhin leben hier zahlreiche Libellen, darunter die Südliche Mosaikjungfer, Heuschrecken, z. B. die Sumpfschrecke und Tagfalter, beispielsweise der Aurorafalter.
Das Naturschutzgebiet wird von einem Hochwasserdeich begrenzt. Daran schließen sich teilweise Äcker, nach Norden und Süden auch weitere Grünlandflächen an.